# Coupe des champions de la CONCACAF 1999
Navigation
Édition précédente Édition suivante
La Coupe des champions de la CONCACAF 1999 était la trente-cinquième édition de cette compétition.
Elle s'est jouée à Las Vegas et a été remportée par le Club Necaxa face au LD Alajuelense sur le score de deux buts à un. Le club mexicains a ainsi pu représenter la CONCACAF à la Coupe du monde de football des clubs 2000.

## Participants
Un total de 9 équipes provenant d'un maximum de 6 nations pouvaient participer au tournoi. Elles appartenaient aux zones Amérique du Nord, Amérique Centrale et Caraïbes de la CONCACAF.
Le tableau des clubs qualifiés était le suivant :
| Nation            | Club               | Raison de qualification                                        |
| Phase finale      |                    |                                                                |
| Mexique           | Club Toluca        | Vainqueur du Tournoi Verano 1999.                              |
| États-Unis        | DC United          | Champion de la CONCACAF 1998.                                  |
| États-Unis        | Chicago Fire       | Vainqueur de la MLS Cup 1998.                                  |
| Honduras          | CD Olimpia         | Champion Inteclubs UNCAF 1999.                                 |
| Costa Rica        | LD Alajuelense     | Second de la Coupe Interclubs UNCAF 1999.                      |
| Costa Rica        | Deportivo Saprissa | Troisième de la Coupe Interclubs UNCAF 1999.                   |
| Trinité-et-Tobago | Joe Public FC      | Champion des caraïbes 1998.                                    |
| Match de barrage  |                    |                                                                |
| Mexique           | Club Necaxa        | Vainqueur du Tournoi Invierno 1998.                            |
| États-Unis        | Los Angeles Galaxy | Meilleur club des finalistes de conférence de la MLS Cup 1998. |

## Calendrier
| Tour                    | Nom              | Date              | Équipes participantes | Équipes restantes |
| Match de barrage (1999) |                  |                   |                       |                   |
| 1                       | Match de barrage | 18 aout           | 2                     | 9 à 8             |
| Phase finale (1999)     |                  |                   |                       |                   |
| 1                       | Quarts de finale | 28 - 29 septembre | 8                     | 8 à 4             |
| 2                       | Demi-finale      | 1er octobre       | 4                     | 4 à 2             |
| 3                       | Finale           | 3 octobre         | 2                     | 2 à 1             |

Le tirage a été équilibré à l'aide de pots qui étaient définis comme ceci :
| Pot 1       | Pot 1        | Pot 2              | Pot 2          |
| Club Toluca | Chicago Fire | CD Olimpia         | LD Alajuelense |
| DC United   | Club Necaxa  | Deportivo Saprissa | Joe Public FC  |

## Compétition

### Match de barrage
| Date         | Pays | Club               | Score | Club        | Pays | Commentaire       |
| 18 août 1999 |      | Los Angeles Galaxy | 1-1   | Club Necaxa |      | Tirs au but : 3-4 |

### Phase finale

#### Tableau
|  | 1/4 de finale                | 1/4 de finale                | 1/4 de finale                | 1/4 de finale | 1/4 de finale  |                |              | 1/2 finale                    | 1/2 finale                    | 1/2 finale                    | 1/2 finale                    | 1/2 finale                    |      |   | Finale | Finale | Finale | Finale | Finale |
|  |                              |                              |                              |               |                |                |              |                               |                               |                               |                               |                               |      |   |        |        |        |        |        |
|  | 28 septembre 1999, Las Vegas |                              |                              |               |                |                |              |                               |                               |                               |                               |                               |      |   |        |        |        |        |        |
|  |                              |                              |                              |               |                |                |              |                               |                               |                               |                               |                               |      |   |        |        |        |        |        |
|  | DC United                    | DC United                    |                              | 1             | -              |                |              |                               |                               |                               |                               |                               |      |   |        |        |        |        |        |
|  | DC United                    | DC United                    | 1er octobre 1999, Las Vegas  | 1             | -              |                |              |                               |                               |                               |                               |                               |      |   |        |        |        |        |        |
|  | CD Olimpia                   | CD Olimpia                   |                              | 0             | -              |                |              |                               |                               |                               |                               |                               |      |   |        |        |        |        |        |
|  | CD Olimpia                   | CD Olimpia                   | DC United                    | DC United     | -              |                | 1            | -                             |                               |                               |                               |                               |      |   |        |        |        |        |        |
|  | 28 septembre 1999, Las Vegas |                              | DC United                    | DC United     |                |                | 1            | -                             |                               |                               |                               |                               |      |   |        |        |        |        |        |
|  |                              | Club Necaxa                  | Club Necaxa                  |               | 3              | -              |              |                               |                               |                               |                               |                               |      |   |        |        |        |        |        |
|  | Club Necaxa                  | Club Necaxa                  | Club Necaxa                  |               | 3              | -              | 3            | -                             |                               |                               |                               |                               |      |   |        |        |        |        |        |
|  | Club Necaxa                  | Club Necaxa                  |                              |               |                |                | 3            | -                             | 3 octobre 1999, Las Vegas     |                               |                               |                               |      |   |        |        |        |        |        |
|  | Deportivo Saprissa           | Deportivo Saprissa           |                              | 2             | -              |                |              |                               |                               |                               |                               |                               |      |   |        |        |        |        |        |
|  | Deportivo Saprissa           | Deportivo Saprissa           |                              |               |                |                |              |                               | Club Necaxa                   | Club Necaxa                   |                               | 2                             | -    |   |        |        |        |        |        |
|  | 29 septembre 1999, Las Vegas |                              |                              |               |                |                |              |                               | Club Necaxa                   | Club Necaxa                   |                               | 2                             | -    |   |        |        |        |        |        |
|  |                              | LD Alajuelense               | LD Alajuelense               |               | 1              | -              |              |                               |                               |                               |                               |                               |      |   |        |        |        |        |        |
|  | Chicago Fire                 | Chicago Fire                 | LD Alajuelense               |               | 1              | -              | 2            | -                             |                               |                               |                               |                               |      |   |        |        |        |        |        |
|  | Chicago Fire                 | Chicago Fire                 | 1er octobre 1999, Las Vegas  |               |                |                | 2            | -                             |                               |                               |                               |                               |      |   |        |        |        |        |        |
|  | Joe Public FC                | Joe Public FC                |                              | 0             | -              |                |              | Match pour la troisième place | Match pour la troisième place | Match pour la troisième place | Match pour la troisième place | Match pour la troisième place |      |   |        |        |        |        |        |
|  | Joe Public FC                | Joe Public FC                | Chicago Fire                 | Chicago Fire  | -              |                | 1            | Match pour la troisième place | Match pour la troisième place | Match pour la troisième place | Match pour la troisième place | Match pour la troisième place | 0(2) |   |        |        |        |        |        |
|  | 29 septembre 1999, Las Vegas | 29 septembre 1999, Las Vegas | 29 septembre 1999, Las Vegas | Chicago Fire  |                |                | 1            |                               | 3 octobre 1999, Las Vegas     | 3 octobre 1999, Las Vegas     | 3 octobre 1999, Las Vegas     |                               |      |   |        |        |        |        |        |
|  | 29 septembre 1999, Las Vegas | 29 septembre 1999, Las Vegas | 29 septembre 1999, Las Vegas |               | LD Alajuelense | LD Alajuelense |              | 1                             | 3 octobre 1999, Las Vegas     | 3 octobre 1999, Las Vegas     | 3 octobre 1999, Las Vegas     | 0(4)                          |      |   |        |        |        |        |        |
|  | Club Toluca                  | Club Toluca                  |                              | 0             | LD Alajuelense | LD Alajuelense | -            | 1                             |                               |                               | DC United                     | DC United                     |      | 2 | -      |        |        |        |        |
|  | Club Toluca                  | Club Toluca                  |                              |               |                |                |              |                               |                               |                               | DC United                     | DC United                     |      | 2 | -      |        |        |        |        |
|  | LD Alajuelense               | LD Alajuelense               |                              | 1             | -              |                | Chicago Fire | Chicago Fire                  |                               | 2                             | -                             |                               |      |   |        |        |        |        |        |

#### Quarts de finale
| Pays | Club         | Score | Club               | Pays | Commentaire |
|      | DC United    | 1-0   | CD Olimpia         |      |             |
|      | Club Necaxa  | 3-2   | Deportivo Saprissa |      |             |
|      | Chicago Fire | 2-0   | Joe Public FC      |      |             |
|      | Club Toluca  | 0-1   | LD Alajuelense     |      |             |

#### Demi-finales
| Pays | Club         | Score | Club           | Pays | Commentaire       |
|      | DC United    | 1-3   | Club Necaxa    |      |                   |
|      | Chicago Fire | 1-1   | LD Alajuelense |      | Tirs au but : 4-5 |

#### Match pour la troisième place
La CONCACAF a décidé d'attribuer une troisième place partagée par le DC United et le Chicago Fire à la suite du résultat du match pour la troisième place.
| Pays | Club      | Score | Club         | Pays | Commentaire |
|      | DC United | 2-2   | Chicago Fire |      |             |

#### Finale
| 3 octobre 1999 | Club Necaxa                            | 2:1   | LD Alajuelense        | Sam Boyd Stadium Las Vegas, Nevada |                         |
|                | Alex Aguinaga 46e · Sergio Vázquez 65e | (0:1) | Josef Miso 33e (pen.) | Arbitrage : Jose Farias            | Arbitrage : Jose Farias |

| Champion de la CONCACAF 1999 |
| ---------------------------- |
| Drapeau du Mexique           |
| Club Necaxa Deuxième Titre   |